# Мириани
Мириани (груз. მირიანი) — село в Грузии, на территории Каспского муниципалитета края (мхаре) Шида-Картли.

## География
Село находится в центральной части Грузии, на левом берегу реки Куры, на расстоянии приблизительно 6 километров (по прямой) к востоко-юго-востоку от города Каспи, административного центра муниципалитета. Абсолютная высота — 498 метров над уровнем моря.

## Население
По результатам официальной переписи населения 2014 года, в Мириани проживал 81 человек (35 мужчин и 46 женщин). В национальной структуре населения грузины составляли 95,1 %, русские — 3,7 %, осетины — 1,2 %.
| Год  | Население, человек |
| ---- | ------------------ |
| 2002 | 130                |
| 2014 | ↘ 81               |